# Galium roddii
Galium roddii är en måreväxtart som beskrevs av Friedrich Ehrendorfer och Mcgill.. Galium roddii ingår i släktet måror, och familjen måreväxter. Inga underarter finns listade i Catalogue of Life.